# Philepitta
Philepitta – rodzaj ptaków z rodziny brodawników (Philepittidae).

## Zasięg występowania
Rodzaj obejmuje gatunki występujące endemicznie na Madagaskarze.

## Morfologia
Długość ciała 12,5–16,5 cm.

## Systematyka

### Etymologia
- Philepitta (Philopitta): zbitka wyrazowa nazw rodzajów: Philedon Cuvier, 1817 (filemon) oraz Pitta Vieillot, 1816 (kurtaczek)[7].
- Brissonia: Mathurin Jacques Brisson (1723–1806), francuski ornitolog[8]. Gatunek typowy: Turdus nigerrimus J.F. Gmelin, 1789 (= Turdus castaneus Statius Müller, 1776).
- Buddinghia: Cornelia Schlegel z domu Buddingh (1815–1864), pierwsza, holenderska żona niemieckiego ornitologa prof. Hermanna Schlegla[9]. Gatunek typowy: Philepitta schlegeli Schlegel, 1867.
- Paictes: gr. παικτης paiktēs „tancerz, aktor”, od παιζω paizō „grać”[10].

### Podział systematyczny
Do rodzaju należą następujące gatunki:
- Philepitta castanea (Statius Müller, 1776) – brodawnik aksamitny
- Philepitta schlegeli Schlegel, 1867 – brodawnik żółtobrzuchy